# Varda
Pour les articles homonymes, voir Varda (homonymie).

A Elbereth Gilthoniel, hymne à Varda, en tengwar.

Varda Elentári est un personnage de fiction du légendaire de l'écrivain britannique J. R. R. Tolkien, apparaissant notamment dans Le Silmarillion. Elle est aussi connue sous les noms d'Elbereth, Fanuilos, Gilthoniel et Tintallë, et est l'une des quatorze Valar.
Épouse de Manwë, elle est la première reine des Valier, la Dame des Étoiles, la préférée des Elfes, qui la révèrent et composent nombre de poèmes sur elle. La lumière d'Ilúvatar se voit sur son visage d'une beauté insurpassable. Durant l'Ainulindalë, elle rejette Melkor, qui la craint plus que tout autre.

## Histoire
C'est Manwë qui la fit sortir des profondeurs après avoir connu Melkor qu'elle rejeta. Elle demeura sur le Taniquetil, la plus haute montagne de la terre aux côtés de Manwë.
À la suite de la demande de Yavanna, Aulë fabriqua les deux Lampes des Valar qu'il porta au milieu des mers. Elle s'occupa de les remplir et furent allumées par Manwë, ce qui permit d'éclairer toute la terre et à la végétation de pousser. Elle vécut un moment en Almaren et lorsque Melkor attaqua et détruisit les deux Lampes, elle quitta la Terre du Milieu pour le pays d'Aman aux côtés des autres Valar. Les Valar décidèrent de fortifier l'endroit contre les attaques de Melkor en édifiant de hautes montagnes. C'est sur la plus haute montagne, le Taniquetil, qu'elle et Manwë décidèrent d'établir leurs trônes. Ce pays fut appelé Valinor.
Avant l'arrivée des Elfes, elle créa les étoiles et les constellations à l'aide de la rosée de Telperion. Lors de leur éveil, c'est la première chose que les elfes virent et c'est pour cette raison qu'ils l'appelèrent la Reine des Étoiles, Elentári. L'hymne A Elbereth Gilthoniel a été composé en son honneur.
C'est elle qui bénit les Silmarils lors de leur création de sorte qu'aucun mortel ou être impur ne pourrait les toucher sans se brûler.

## Personnage
Manwë et Varda se séparent rarement. Lorsqu'elle prend place sur son trône aux côtés de Manwë sur le Taniquetil, elle peut entendre toutes les voix de la terre, peu importe leur provenance. Elle a une servante dénommée Ilmarë, une Maia. Elle réside la plupart du temps sur le sommet du Taniquetil où elle vit entourée des Elfes Vanyar, ses Elfes préférés.

## Création et évolution
Certains passages concernant Varda ne font pas partie des premières versions du Silmarillion. Les dernières versions et la publication du Livre des contes perdus nous permettent de connaître des informations supplémentaires sur le personnage. Selon les notes de Tolkien, Varda donna naissance, de par sa liaison avec Manwë, à Fionwë-Úrion et Erinti, cette dernière devint plus tard Ilmarë.

## Adaptations et héritages
- Elbereth est un mot magique utilisé dans NetHack pour repousser les personnages non-joueurs hostiles.
- Le prénom Elbereth est cité dans le titre Wishmaster de Nightwish.
- L'objet transneptunien (174567) Varda a été baptisé de son nom. Il possède un satellite : Ilmarë.